# Fortaleza Ozama
La Fortaleza Santo Domingo o Fortaleza Ozama es uno de los Monumentos Culturales históricos de la Ciudad Colonial de Santo Domingo, en la República Dominicana. Fue construido por los españoles durante la época virreinal y es el fuerte más antiguo de América. Fue declarado por la UNESCO como edificación Patrimonio de la Humanidad, junto a otros monumentos históricos de la Ciudad Colonial.

## Historia
La Fortaleza Ozama forma parte de la Ciudad Virreinal de Santo Domingo. Según los historiadores y arquitectos, la construcción de este monumento se prolongó desde 1502 hasta 1508, la cual fue iniciada por el gobernador Nicolás Ovando. 
Su nombre se debe a su ubicación cercana del Río Ozama. Esta fortaleza es asimismo la más antigua de las construcciones hechas en América y en la isla.

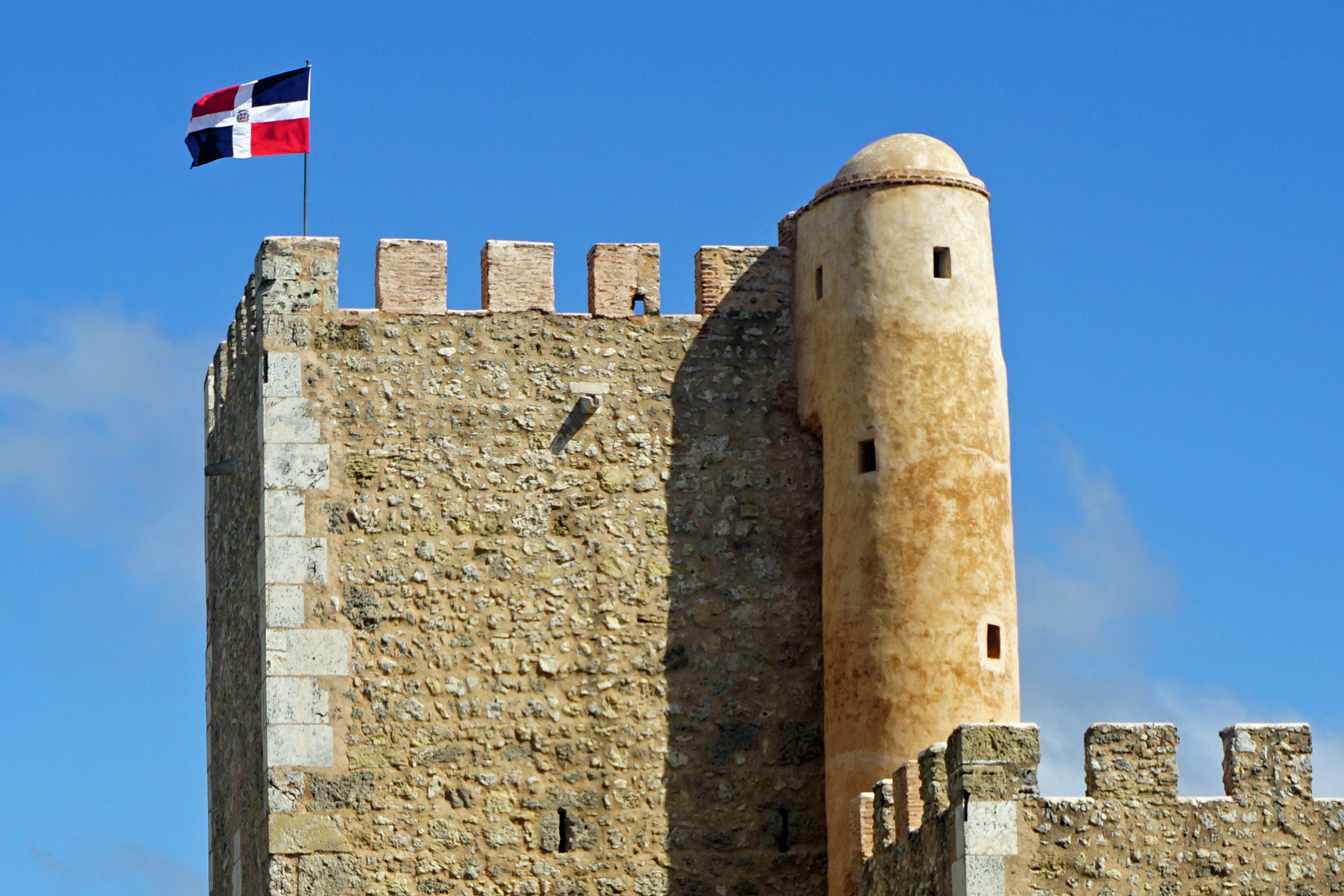
Bandera de la República Dominicana en la parte más alta de la torre de la Fortaleza Ozama.

El principal objetivo de esta construcción fue proteger a la ciudad de los diversos ataques de los piratas ingleses, y de invasores franceses y portugueses.
La Fortaleza Ozama fue llamada durante la época virreinal Torre del Homenaje, aunque posteriormente era llamada también Torre de la Vigía o de la Vigilancia, ya que en la parte superior se podía observar la entrada del río Ozama y la costa del Mar Caribe.
En 1965, en el mes de abril estalla la Guerra Patria encabezada por un grupo de militares y el pueblo, eligiendo el 4 de mayo al Coronel Caamaño como presidente Constitucional de la República. Durante el Gobierno del Coronel Francisco Alberto Caamaño Deño, la Fortaleza Ozama dejó de ser un recinto militar por la Ley Nro. 11 del Presidente Caamaño, quedando convertida en lugar público, con el nombre de Plaza de la Constitución, Ley contenida en la Gaceta Oficial Nro. 4 de su Gobierno.
Desde la parte más alta de la Fortaleza Ozama se han visto enarbolar durante toda la historia dominicana las banderas de España, Francia, Inglaterra, Haití, Estados Unidos y actualmente la bandera dominicana

## Características

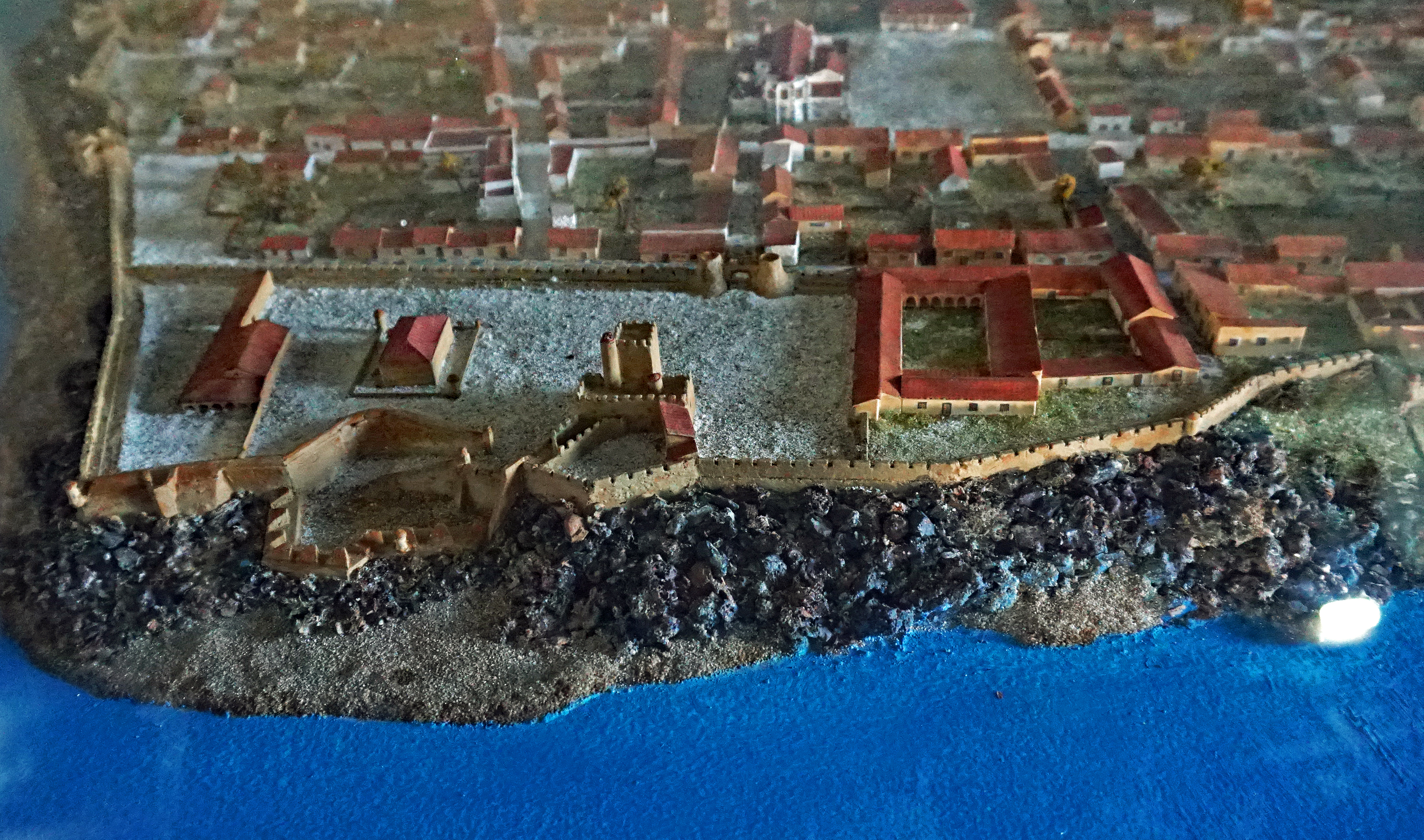
Maqueta de la Fortaleza Ozama mostrando su estado en el año 1785.

La construcción de esta fortaleza está diseñada en forma de castillo de piedras y aún conserva su original arquitectura. En el interior de la fortaleza existen túneles y calabozos donde eran encerrados los prisioneros, siendo el mismo Cristóbal Colón uno de los personajes más importantes de la historia de América que estuvo encerrado allí.
La Fortaleza Ozama está compuesta por:
- La Torre del Homenaje.
- El Portal de Carlos III.
- La Estatua de Gonzalo Fernández de Oviedo.
- El Polvorín.
- El Fuerte de Santiago.
- La Plataforma de Tiro Baja.
- La Plataforma de Tiro Alta.
- Las ruinas de la Primera Obra.

## Ubicación
La Fortaleza Ozama se encuentra ubicada en la Calle Las damas, de la Zona Virreinal en la ciudad de Santo Domingo de Guzmán, en la República Dominicana.

## Prisioneros notables
- Don Cristóbal Colón
- Juan Nepomuceno Ravelo (1843) Trinitario
- Félix Mercenario (1843) Trinitario
- Pedro Pablo de Bonilla (1843) Trinitario
- Narciso Sánchez Ramón (1843) Padre del Patricio
- Luis Betances (1843) Trinitario
- José María Leyba (1843) Trinitario
- Manuel Leguizamón (1843) Trinitario
- Silvano Pujol (1843) Trinitario
- Manuel José Machado (1843) Trinitario
- Pedro Valverde y Lara (1843) Trinitario
- Gabriel José de Luna (1843) Trinitario[1]
- Juan Pablo Duarte (1844)
- Francisco del Rosario Sánchez (1844)[2]
- Matías Ramón Mella (1844)[3]
- Juan Isidro Pérez (1844)
- María Trinidad Sánchez (1845)
- Andrés Sánchez (1845) Hermano del Patricio
- Antonio Duvergé (1849)
- Gral Pedro Santana Familias (1856)
- Andrés Gaton , De Santo Domingo, se destacó en todas las batallas de la independencia, apresado durante los SEIS AÑOS DE BÁEZ, su hermano Jacinto tuvo la dicha de ser el último sobreviviente de los que presenciaron el nacimiento de la  República Dominicana
- Ramón María Mella  murió trágicamente en la Torre del Homenaje,  como preso político en el año 1866.  Era hijo de Ramon Matías Mella. Se distinguió en los campos de honor durante la Guerra Restauradora.[4]
- Dionisio Valerio de Moya (1866), capellán del Batallón Vegano que se distinguió en la Batalla de Sabana Larga y además luchó denodadamente.[5]
- Gregorio Urbano Gilbert
- Alejandro Woss y Gil
- Rafael Alburquerque (padre)
- Juan Emilio Bosch
- Eduardo Read Barreras
- Antinoe Fiallo Rodríguez
- Rafael Leonidas Aybar Astacio
- Carlos Parahoy (1888)
- Pablo Báez Lavastida (1889). Juez de la Suprema Corte de Justicia
- Gral Eusebio Manzueta (1873)[6]
- Cnel Basilio Gavilán (1873). Héroe restaurador[7]
- Gral Ignacio María González (1873)[8]
- Gral Eugenio Miches (Guerra de los seis años (1868-1874)
- Gral Bernabé Sandoval Guerra de los seis años (1868-1874)
- Gral Eugenio Generoso de Marchena (1892)
- Ramon Cáceres, sufrió la pena de dos meses de prisión solitaria en el llamado “ Cuarto de Colón”. Por integrar la conspiración de Marchena contra Ulises Heureaux.
- Gral Ramón  Castillo (1889)
- Gdor de San Pedro de Macorís José Estay (1889)[9]
- Gral Remigio Zayas a (Cabo Millo) (1903)
- Juan de la Cruz Rojas (1903)
- Leopoldo Espaillat a Polín (1903)
- Gral Andrés Navarro Castro (1903)
- Gral Manuel de Jesús Gómez a Pelén (1903)
- Gral Benito Moción (1865)
- Gral Manuel Rodríguez a (el chivo)

héroe de la Restauración (1867)
- Manuel Rodríguez Objío, Poeta, Restaurador, periodista. Fusilado durante Los Seis Años De Báez (1872)
- Gdor de Azua Carlos Báez (1867). Hermano de Buenaventura Báez
- Gral Luis Tejera Bonetti (1911)
- Gral Mauricio Jimenes (a) Cuchico (1912)
- Gral Joaquín Barba, Gdor  de Samaná (1807)
- Cnel  Elías Anderson (a) Laya. Gdor de Samaná (1906)
- Carlos Anderson, Gdor de Samaná  (1906)
- Federico Velázquez Hernández (1930)
- Amadeo Barletta Barletta
- Dr Ramón de Lara
- Pedro Livio Cedeño[10]

## Galería

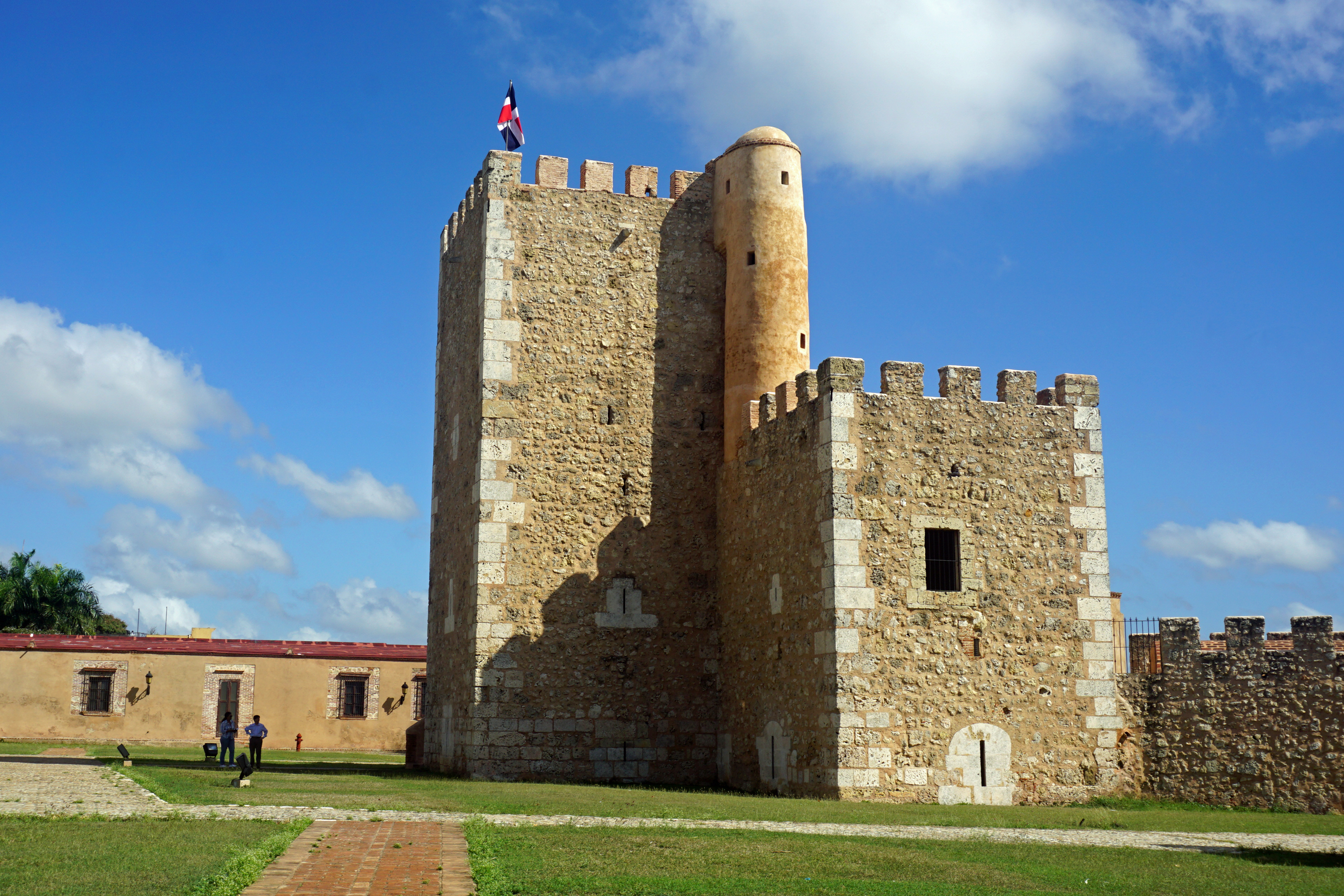
Castillo de la fortaleza Ozama
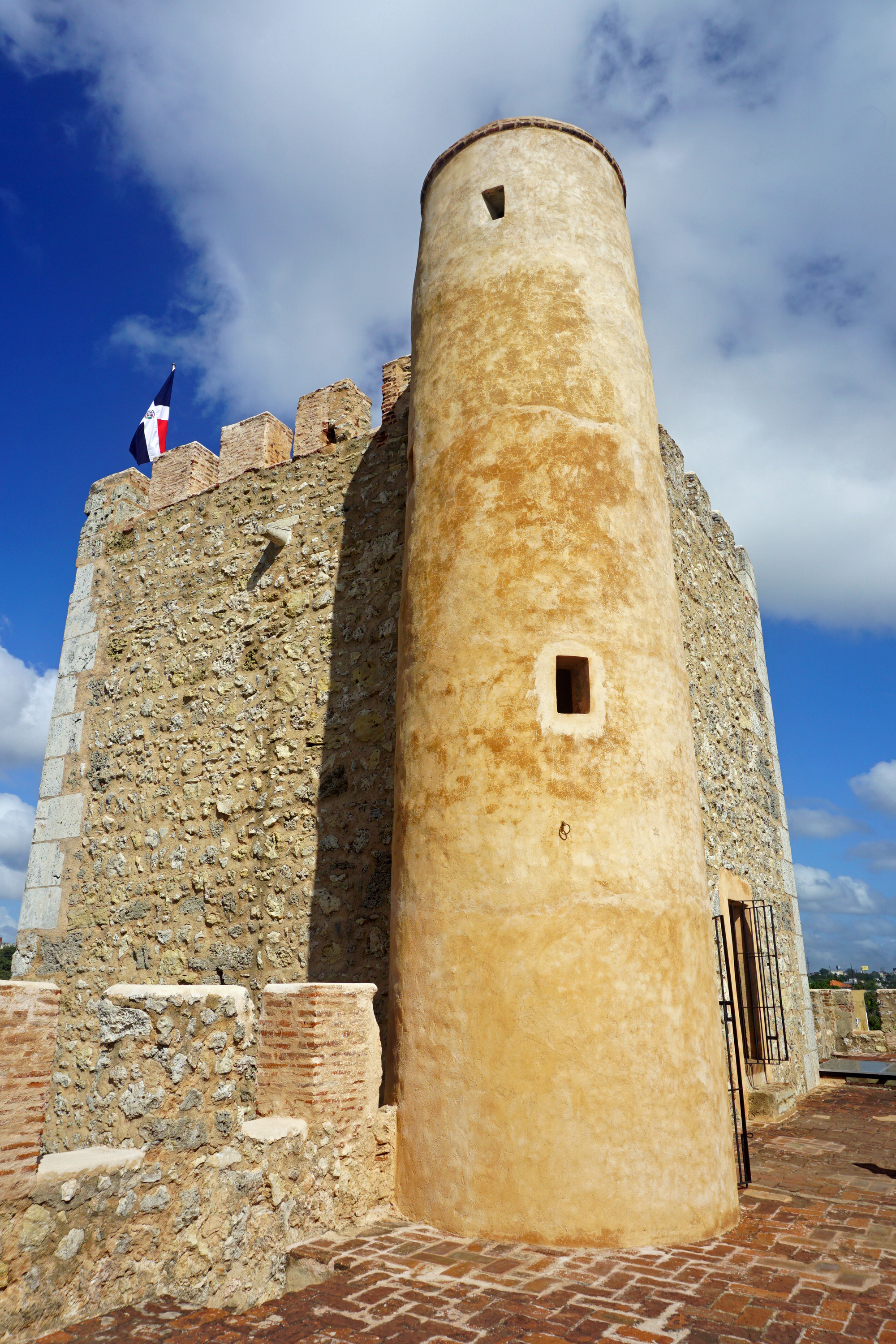
Torre del homenaje
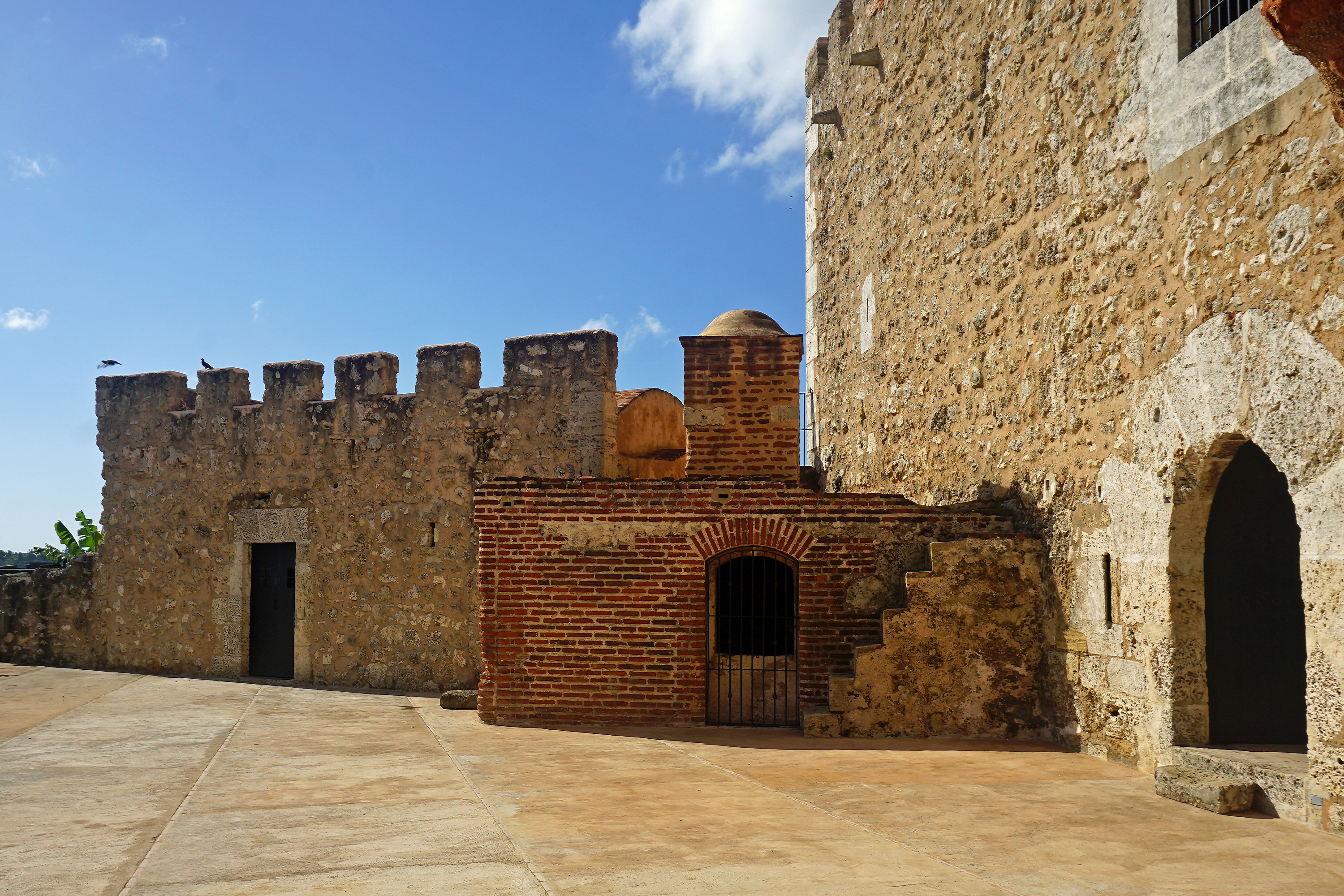
Parte superior de la torre baja
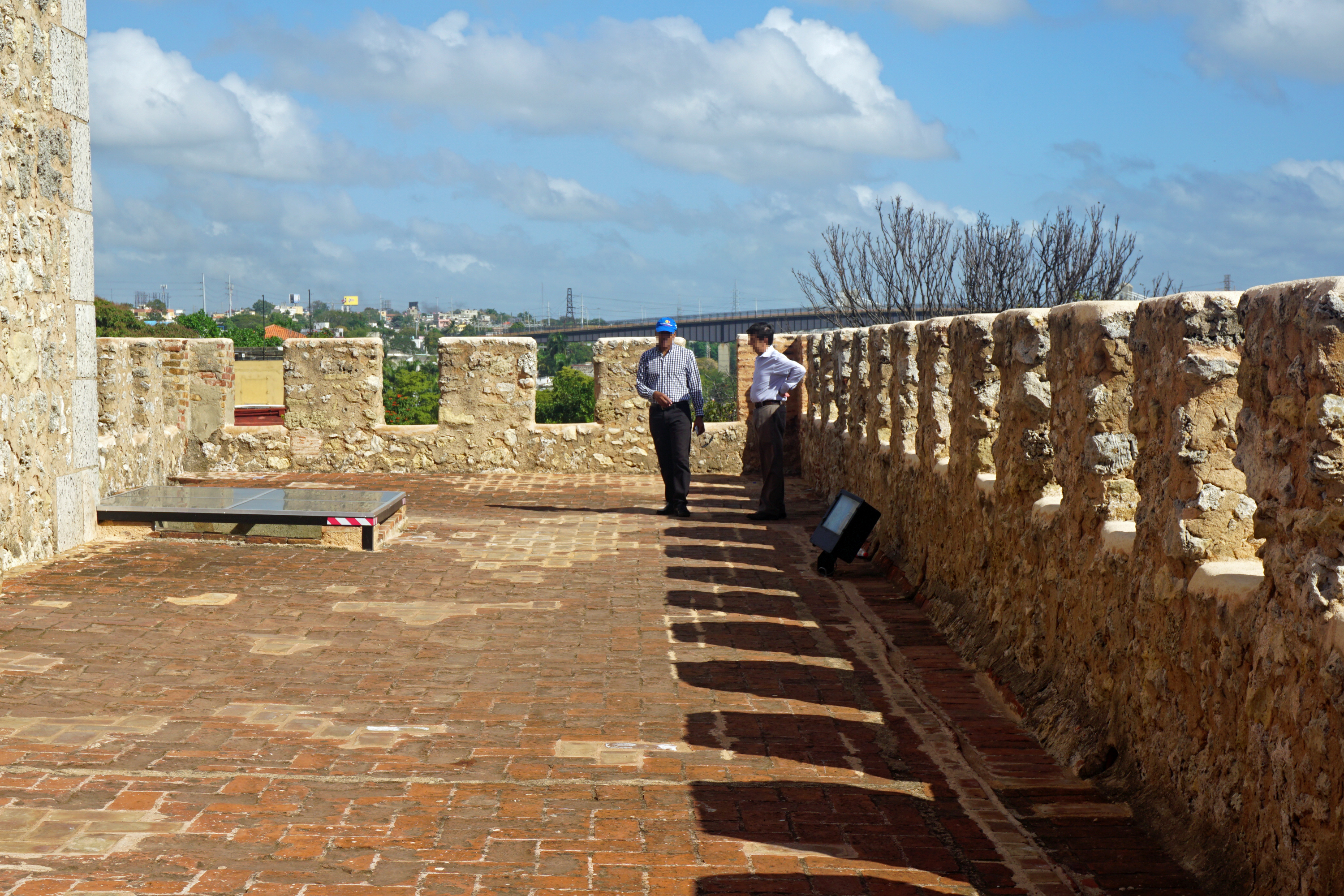
Parte superior de la torre baja
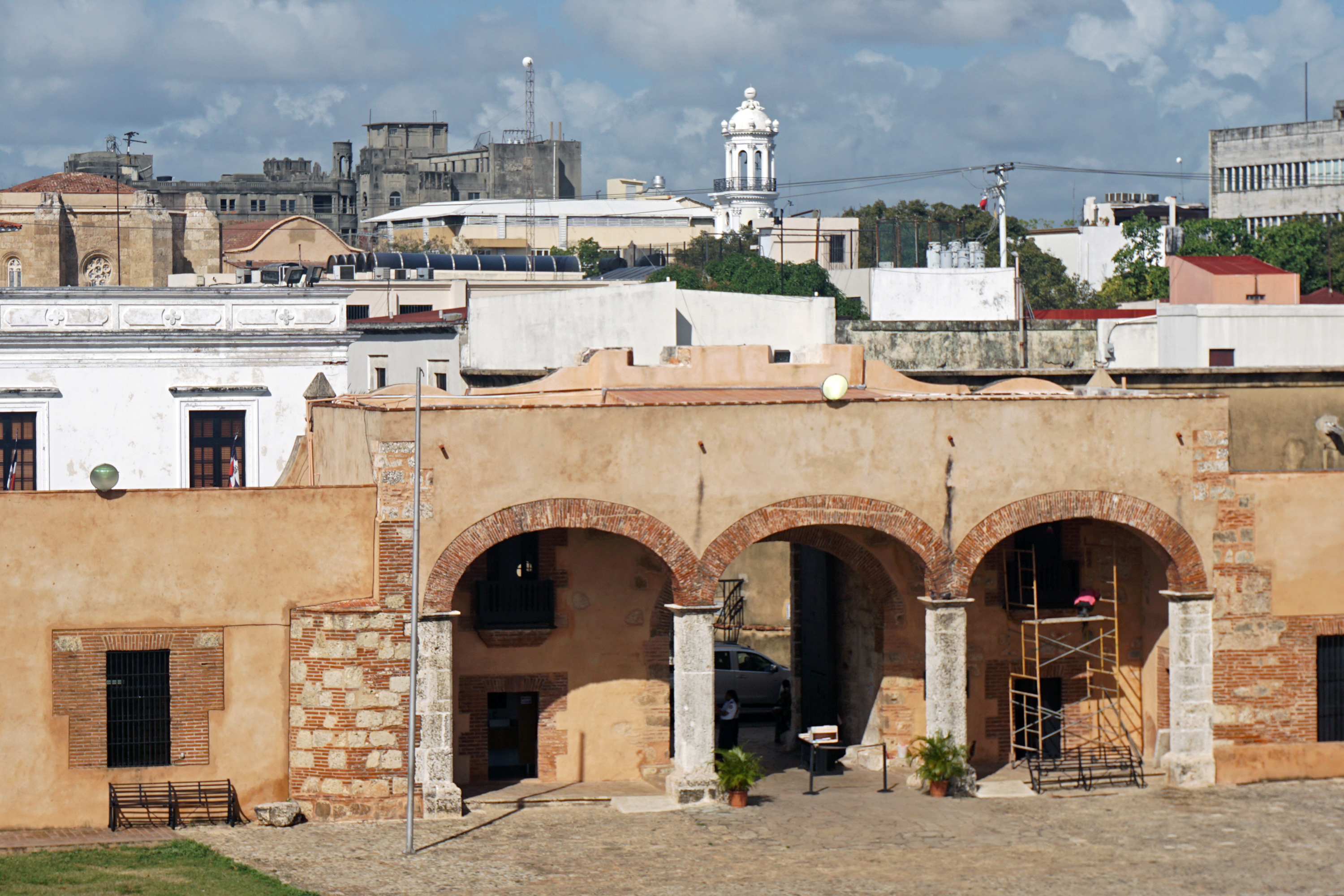
Puerta Carlos III (1787), entrada principal
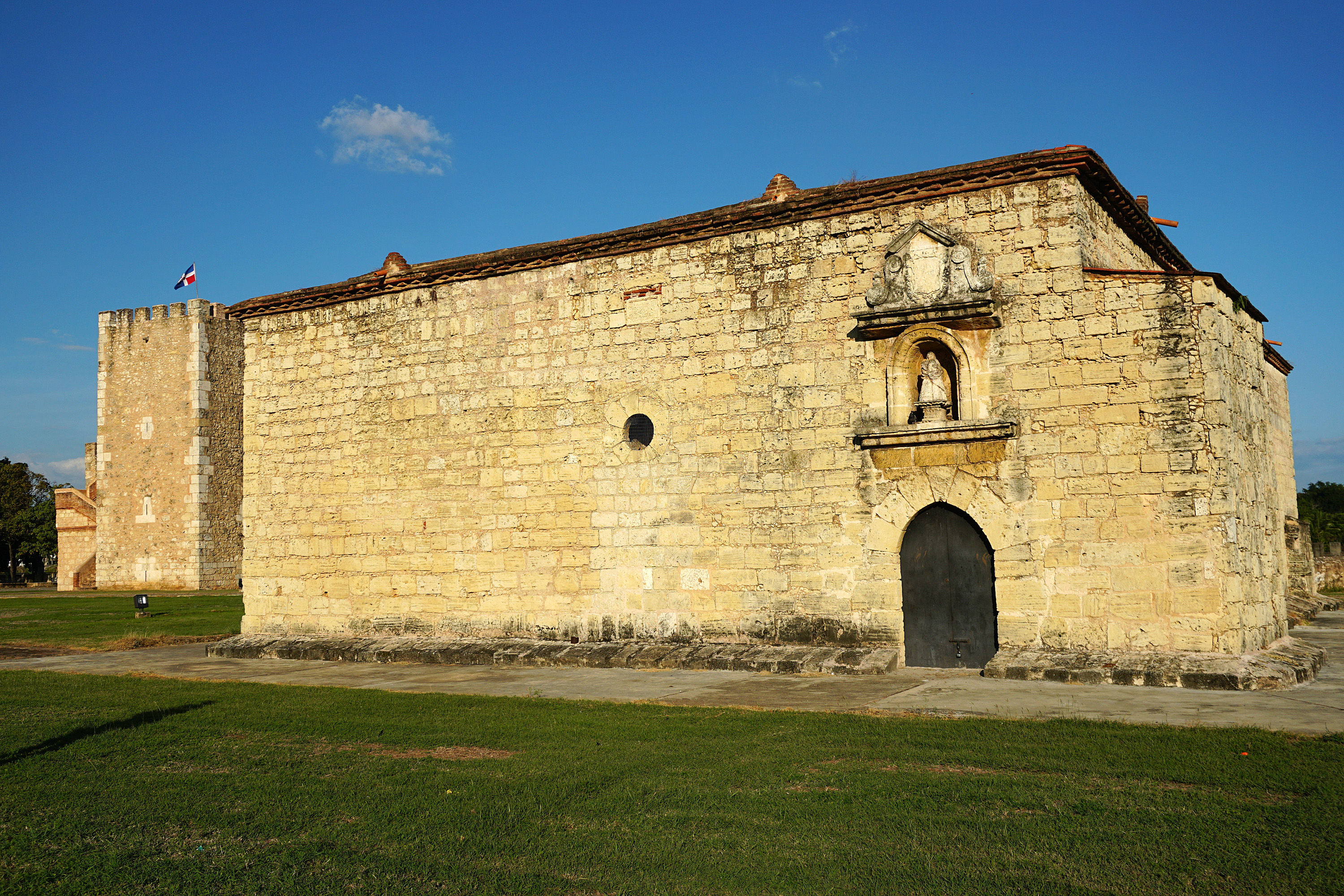
Polvorín de la fortaleza
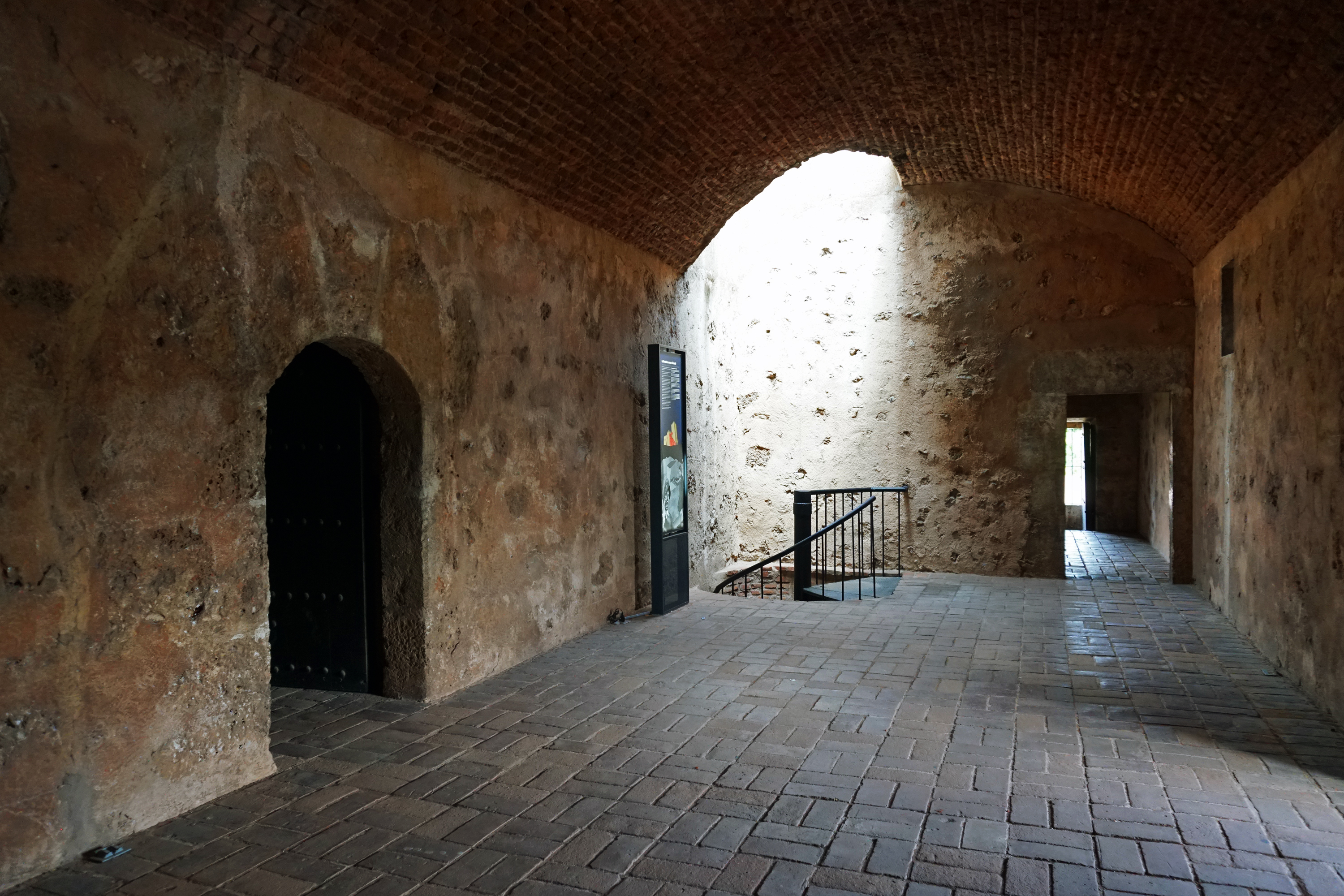
Interior de la torre baja
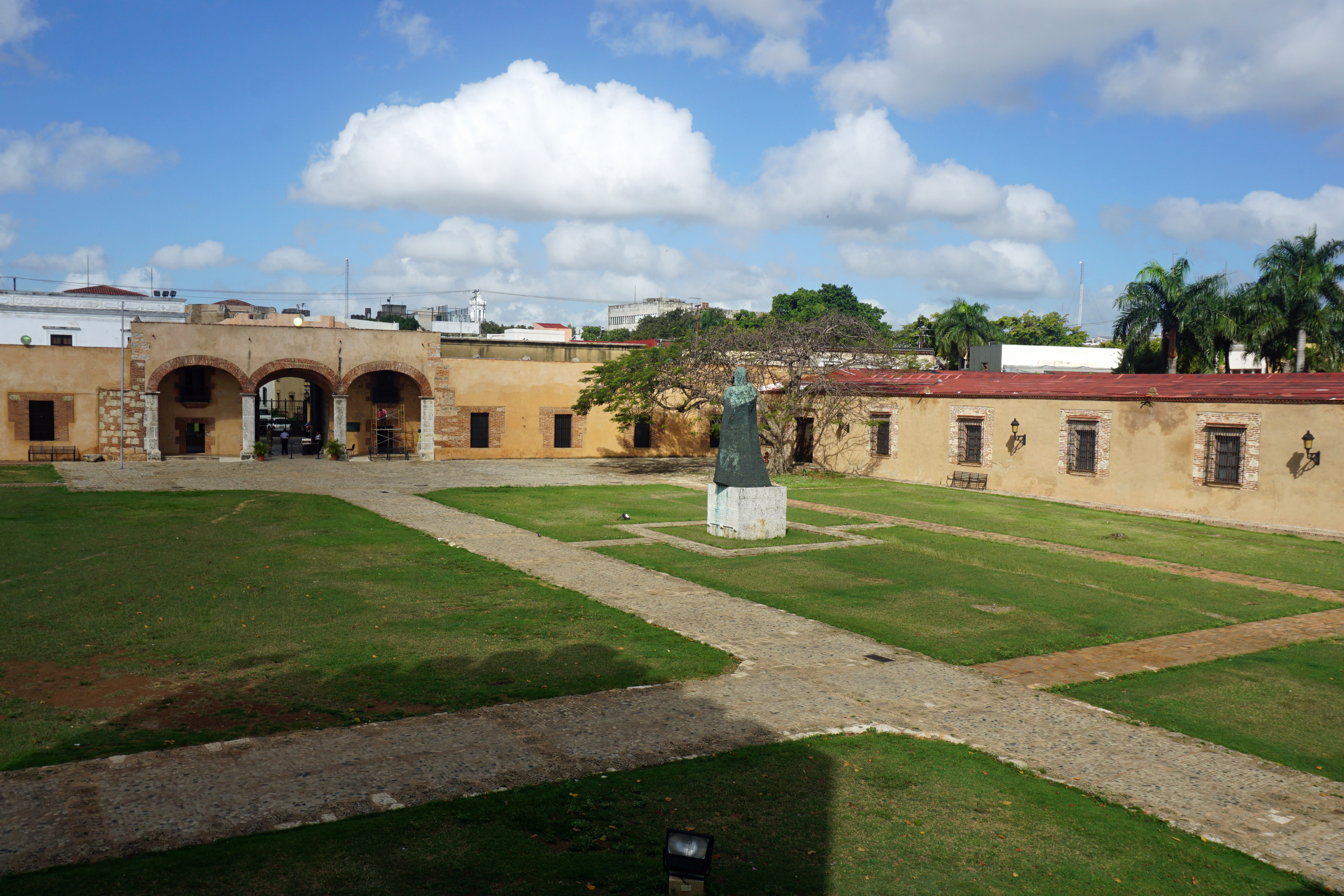
Jardines interiores de la fortaleza
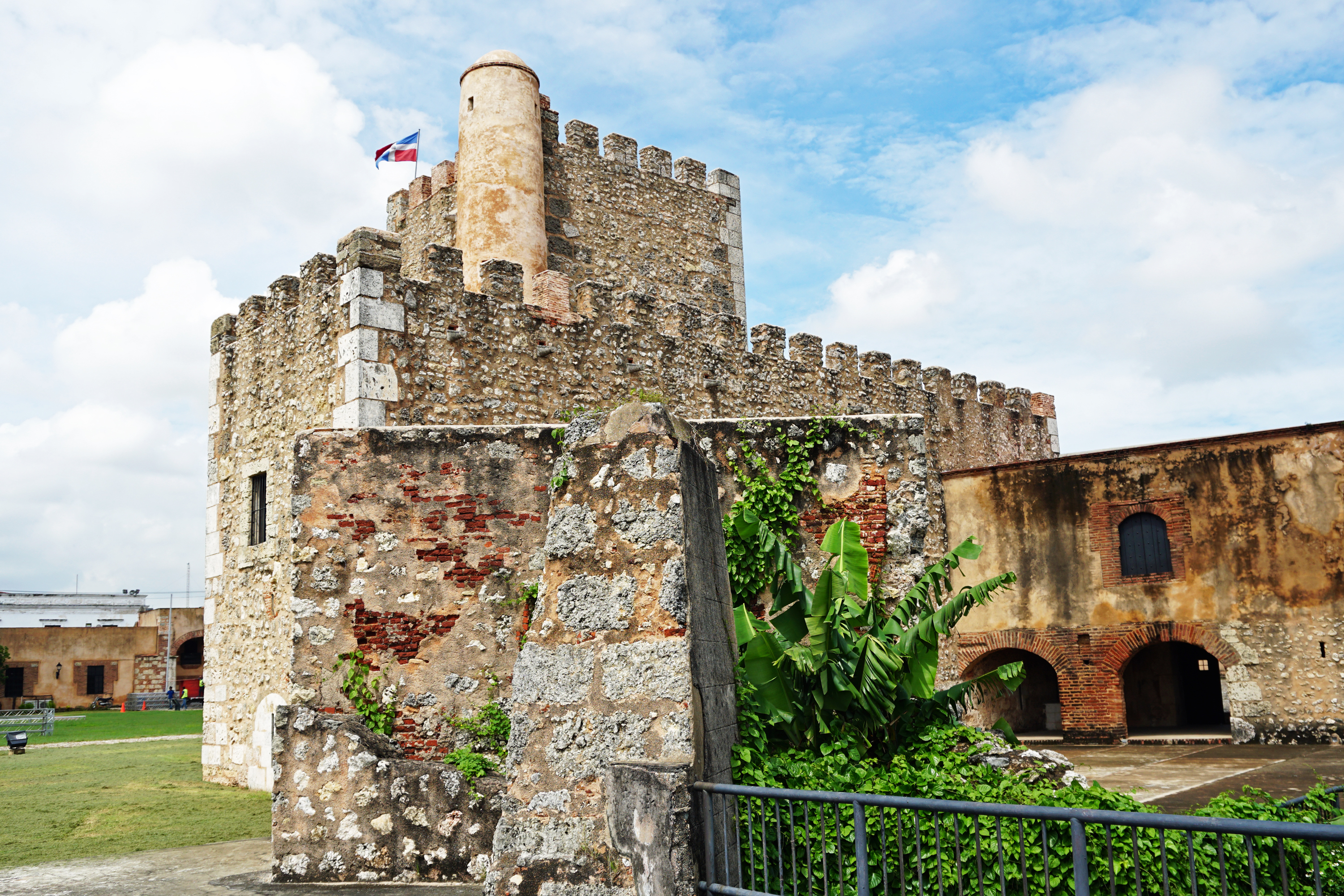
Vista posterior del castillo
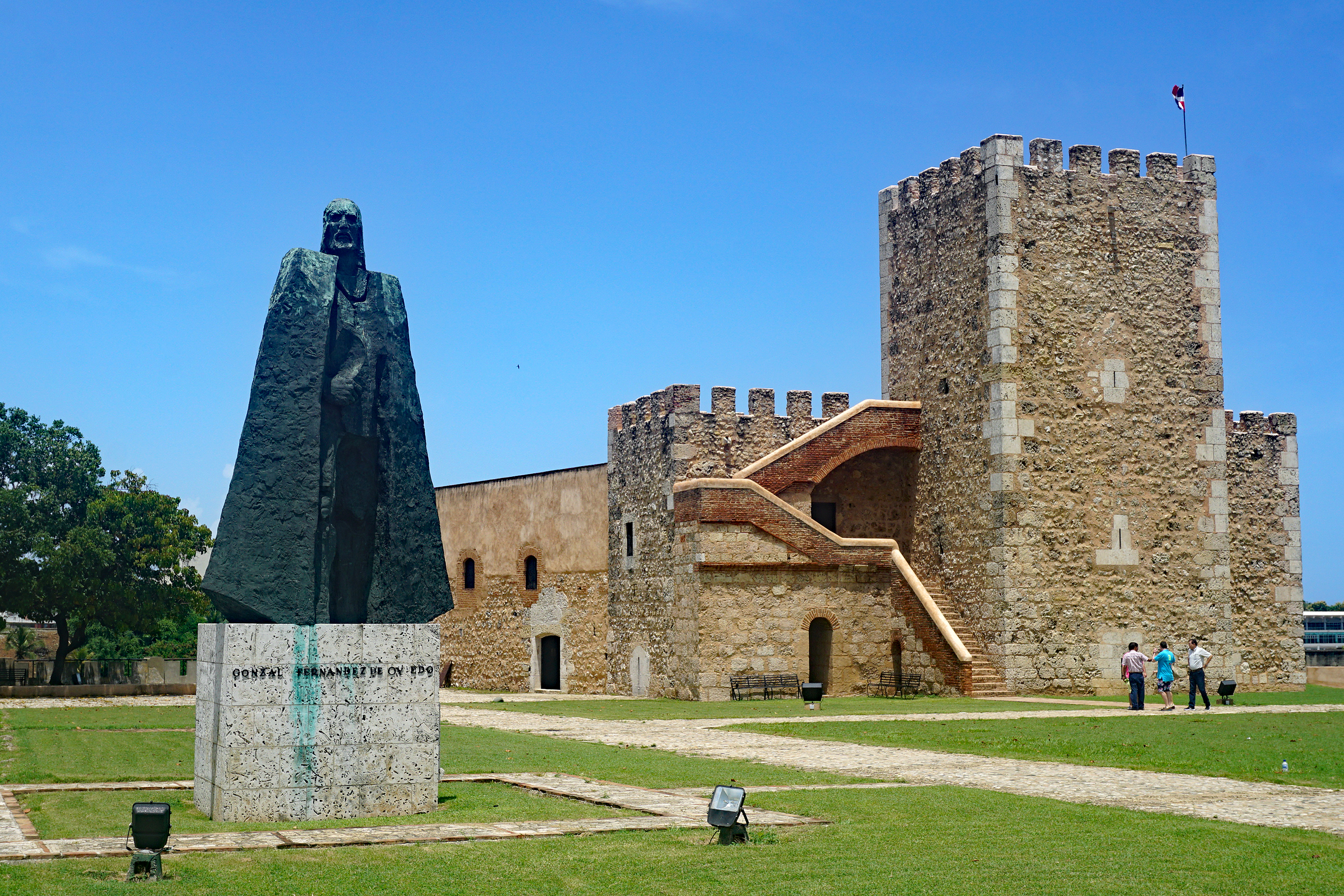
Estatua de Gonzalo Fernández de Oviedo
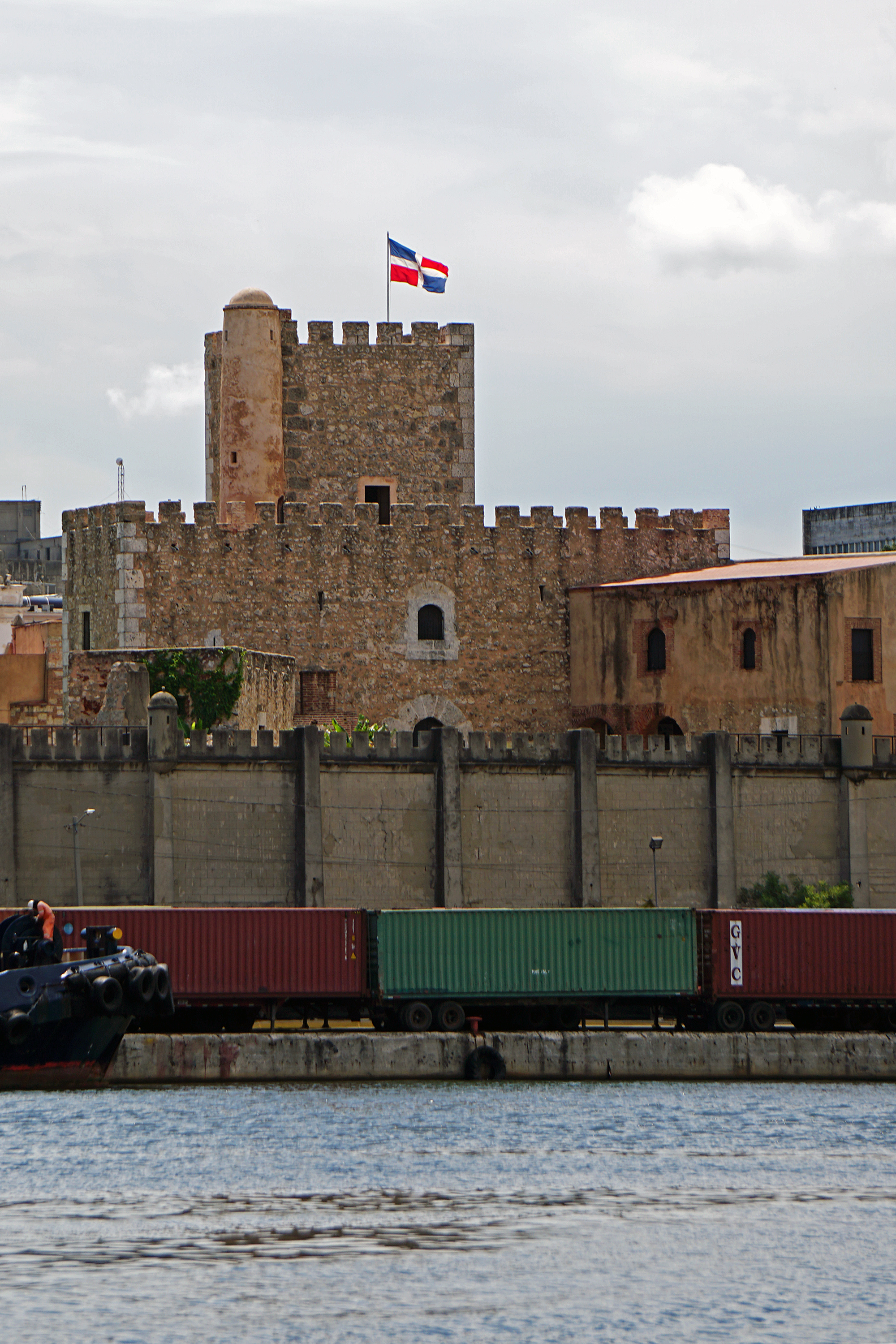
Vista desde el lado opuesto del Río Ozama